# Waterfox
Waterfox är en webbläsare i Öppen källkod för x64-, ARM64-, and PPC64LE-system. Den inriktar sig på snabbhet och med stöd för äldre tillägg som stoppats av Firefox från vilken programvaran utgår från. Det finns officiella utgåvor för Windows (inclusive en portabel version), Mac OS Classic, Linux och Android. 
Waterfox är baserat på Firefox och kompilerat med olika kompilatorer och använder Intels Math Kernel Library, Streaming SIMD Extensions 3 och Advanced Vector Extensions. Linuxversioner är byggda kring Clang på alla utgåvor med undantag för PPC64LE. Waterfox fortsätter att stödja det äldre XUL- och XPCOM-tilläggen som Firefox tog bort från och med version 57.

## Historik
Waterfox släpptes första gången den 27 mars 2011 för Windows 64-bitarsversion. Macversionen släpptes den 14 maj 2015 tillsammans med version 38.0. Linuxversionen släpptes den 20 december 2016 tillsammans med version 50.0. Androidversionen släpptes tillsammans med version 55.2.2. Version 29.0 släpptes den 22 juli 2015 med en version för iOS. 
Den 7 maj 2019 (68.0a1) kom Waterfox alfautgåvan av en kommande generation.
Mellan maj 2015 och november 2015 hade Waterfox en egen sökmotor som kallades för Storm. Efter en kort period med Ecosia som standardsökmotor används numera Bing som standardval.
I december 2019 köptes Waterfox av annonsföretaget System1.